# Terremoto de Cataluña de 1428
El terremoto de Cataluña de 1428, conocido en catalán como el Terratrèmol de la Candelera porque tuvo lugar durante la Candelaria, sacudió el Principado de Cataluña, especialmente el Rosellón, con epicentro cerca de Camprodón, en la mañana del 2 de febrero de 1428. El terremoto fue uno de los de una serie de eventos sísmicos relacionados que sacudieron Cataluña en un solo año. A partir del 23 de febrero de 1427 se sintieron los temblores de marzo, abril, 15 de mayo en Olot, junio y diciembre. Causaron daños visibles relativamente menores a la propiedad, en particular al monasterio de Amer; pero probablemente causaron un severo debilitamiento de la infraestructura de construcción. Esto explicaría la destrucción masiva y generalizada que acompañó al posterior terremoto de 1428.